# Ipari finomítás
A finomítás általános értelemben egy technikai folyamatot jelöl, aminek végső célja egy anyag tisztítása, nemesítése, melynek során a nyersanyag többi összetevőitől elválasztják és dúsítják. A fogalom az élelmiszeripari, nehéz- és könnyűipari anyagok esetében egyaránt ismert. A finomítókban cukor, kőolaj vagy más anyagok feldolgozására alkalmas berendezéseket üzemeltetnek.

## Finomítási eljárások a finomítandó anyagféleségek szerint

### Kőolaj
Szénhidrogének esetén a kőolaj frakcionált desztillációja után (vákuum-desztilláció) még tartalmaznak nemkívánatos összetevőket úgy mint kén-, oxigén- és nitrogénvegyületek, említve például az alkéneket. Ezek a szennyezőanyagok a kenőolajok esetében már kis mennyiségben is képesek rontani az olajfáradási jellemzőket úgy mint a besötétülést, a viszkozitás növekedését, a savképződést, illetve jelenlétük az olaj eliszaposodásához vezet. A finomítóban a finomítás során kőolajat egy kőolaj-finomító hidrálja, ami által minőségjavulás következik be. Ezt egy alternatív tisztítási eljárás követi (furfurol-extrakció, olajfinomítás). Továbbá a kenőolaj előállításkor különféle timföld segítségével megszűrik, és ezáltal finomítják az olajat.
A hidrálás során kén- és nitrogénvegyületeket tartalmazó gáz halmazállapotú szennyezőanyagok válnak ki, mint például a kén-hidrogén és az ammónia, melyeket ezek után elválasztanak.

### Növényi olajok és zsírok
A növényi olajok és zsírok finomítása valójában ezen anyagok termékelőállítási folyamatának egy lépése, melyet a hőprés (melegen sajtolás) előz meg. A finomítás során a nemkívánatos kísérőanyagokat vonják ki a nyers olajból (pl. színezőanyagokat, szagokat, ízanyagokat és keserűanyagokat), melyek kedvezőtlenül befolyásolhatják a termék minőségi jellemzőit. Ezt követően a termék alapvető íz és eltarthatósága érdekében további feldolgozás során aromásítják és színezik. A finomítás során a kész növényi olaj eredeti mennyiségének 4 és 8%-át elveszíti.
A finomítás során két eljárás közül választhatnak a technológiák közül. Az első az a kémiai finomítás, mely a következő gyártási lépésekből áll:
- nyálkaleválasztás
- semlegesítés (savtompítás)
- fehérítés (színtelenítés)
- illatosítás (gőzölés)

A második a fizikai finomítás, mely a következő gyártási lépésekből áll:
- nyálkátlanítás→színtelenítés→, fehérítés
- gőzölés→illatosítás→desztillációs savtompítás

A kémiai finomítás során a nyálkátlanítást követően eltávolítják a foszfolipideket, glikolipideket, szabad cukrokat és fémeket az olajból. A semlegesítés során a szabad zsírsavakat, melyek az olaj 0,3-0,6%-át teszik ki elválasztásra kerülnek. A fehérítési folyamat eltávolítja a színezékek legnagyobb részét, úgymint nyálkamaradványokat, szaponinokat, fémes nyomelemeket és oxidációs termékeket. A gőzölést egy vízgőzdesztillátor végzi, melynek során az intenzív illat és ízesítő kísérőanyagokat eltávolítják.
A fizikai finomítás során a zsírsavakat desztillációs úton választják le, ezért csatlakozhat ehhez a gyártási lépéshez egyúttal a gőzölés folyamata is. Ehhez először teljesen nyálkátlanítani kell az olajat. A színtelenítés a feldolgozási folyamat végét zárja, vagy a nyálkátlanítással együtt végzik. Ezidáig a kémiai finomítás volt elterjedve, de a szigorodó környezetvédelmi előírások miatt a fizikai finomítás egyre jelentősebb szerepet kap. A fizikai finomítás kevesebb kemikáliát alacsonyabb finomítási veszteséget és vízfelhasználást eredményez, valamint a kinyert zsírsavak és az illatosítás desztillátuma takarmányként használható. A finomítás folyamat végén a „finomított növényi olaj“ elkészül. Az illatosítási folyamat során közölt magas hőmérsékletnek köszönhetően a fiziológiailag kedvező hatású kísérőanyagok (mint például a tokoferol) mennyisége csökken az olajban.
A melegen történő sajtolással ellentétben a hidegen sajtolásnál ez a lépés kiesik és csupán szűrésen esik át a nyers olaj.
A melegen sajtolt mellékterméket extrakciós pelletnek nevezik, míg a hidegen sajtolás melléktermékét sajtolási pogácsának.

### Cukor
A cukor finomításánál a nyerscukrot szirup és centrifuga segítségével előmossák (affináció) és az affinált cukrot feloldják, vízben aktív szénnel vagy kovafölddel színtelenítik, és nagy vákuumban további feldolgozási lépések következnek. A fehércukrot (finomított) kikristályosítják, és centrifugálással kinyerik. Magasabb finomítási fokot lehet elérni a (megismételt) feloldás, színtelenítés, szűrés, kristályosítás, centrifugálás sorrenddel.

### Fémek
A kohászati gyakorlatban alapvetően különbséget teszünk temperált finomítás és elektrolízises finomítás között. A temperált finomítási eljárás során a közölt hő hőfokától függően az oxidációs folyamat során a nemkívánatos anyagok átalakulnak és oxidálható olvadékaik kiválnak. A temperált finomítás előfeltétele, hogy a finomítandó olvadékhoz oxidáló olvadékkezelőszert kell adagolni.
Ha magasabb finomítási fokra van szükség, akkor a legjobb megoldás az elektrolízises finomítási eljárás. Elektrolízis során réz anód merül a finomítandó fém sóiból álló elektrolitba. Az elektrolízis során a 100%-osan tiszta fém kiválik a katódon. Így érhető el magas finomítási fok például az ezüst, és az arany esetében is.
Az alumínium finomításához olvadékelektrolízist alkalmaznak, ahol a timföld és egy kriolitvegyület alkotja az elektrolitot. Az elektrolízis során a kiváló olvadt alumínium eltávolítása folyamatos.
A legújabb finomítási eljárás a szakaszolt-olvadékelektrolízis. Ezt a folyamatot elsősorban szilícium kinyerésére, kikristályosítására alkalmazzák.

### Konyhasó
A finomított tengerisót ipari mosás után a telített sós léből újra kristályosítják, centrifugálják, szárítják, őrlik, fehérítik, majd csomósodásgátlószert és jódot adagolnak hozzá. Csomagolás után kapjuk a tengeri sót, mely megjelenésében, sőt ízében is felveszi a versenyt a -hasonlóan finomított- kősóval. Folyadékáramlásos bányászat során kinyert sós telített sólé feldolgozása során is hasonló tisztítási folyamaton esik át a só és így jön létre a vákuum só.

## Fordítás
- Ez a szócikk részben vagy egészben a Raffination című német Wikipédia-szócikk fordításán alapul.  Az eredeti cikk szerkesztőit annak laptörténete sorolja fel. Ez a jelzés csupán a megfogalmazás eredetét és a szerzői jogokat jelzi, nem szolgál a cikkben szereplő információk forrásmegjelöléseként.